# Afrodita Knidska
Afrodita Knidska je bila eno najbolj znanih del antičnega grškega kiparja Praksitela iz Aten (4. stoletje pr. n. št.). Ta kip in njegove kopije se pogosto imenujejo Venus pudica (sramežljiva Venera), ker si z desno roko pokriva golo sramnico. Njeni različici (tudi s pokrivanjem prsi) sta Medičejska Venera in Kapitolska Venera.

## Izvirnik
Kip je postal znan po svoji lepoti, saj je lep iz vsakega kota, in kot prva predstavitev gole ženske v naravni velikosti. To je bilo še posebej šokantno, saj je bil naročen za kultni kip v templju. Predstavljal je boginjo Afrodito, ki se pripravlja za obredno kopel, da bi obnovila svojo čistost (ne nedolžnost), z eno roko drži svojo draperijo, medtem ko se skromno varuje z drugo. Njene roke so v gibanju, istočasno ščitijo njeno ženskost in opozarjajo na njeno goloto. Ker različne kopije kažejo različne oblike telesa, položaje in dodatke, je izvirnik mogoče opisati le na splošno. Telo se nagiba v položaj kontraposta, ki je umetniška inovacija grške umetnosti. Realistično prikazuje normalno človeško držo z glavo, verjetno obrnjeno na levo. Lukijan je napisal, da se je "rahlo smehljala in njen nasmeh je razkril zobe", čeprav večina kasnejših kopij tega ne ohranja.
Po morebitnem apokrifnem opisu Plinija je Praksitel dobil naročilo državljanov Kosa za kip boginje Afrodite. Praksitel je nato ustvaril dve različici, na eni je bila popolnoma pokrita, na drugi pa popolnoma gola. Šokirani državljani Kosa so zavrnili goli kip in kupili draperirano različico. Zasnova in videz draperirane različice sta danes neznana, saj se ni ohranila, niti ni vzbudila veliko pozornosti, kot je razvidno iz pomanjkljivih ohranjenih zapisov.
Zavrnjen goli kip so kupili nekateri državljani Knida in  ga postavili v tempelj na prostem, tako da si ga je bilo mogoče ogledati z vseh strani. Hitro je postal eno najbolj znanih Praksitelovih del kot drzna predstavitev Afrodite, ponosne gole boginje.
Praksitel je domnevno za model uporabil kurtizano Frino, kar je okrepilo obrekovanje o izvoru. Kip je postal tako široko znan in kopiran, da je v humoristični anekdoti boginja Afrodita sama prišla v Knid, da bi ga videla. Lirični epigram Antipaterja iz Sidona  postavlja hipotetično vprašanje na ustnice boginje same:
 Paris, Adonis in Anhiz so me videli golo, ti so vsi, za katere vem, ampak kako je Praksitel to uganil? 
Podoben epigram pripada Platonu:
Ko je Cipris videla Cipris v Knidu, "Alas!" je rekla, " kje me je Praksitel videl golo?"— Platon, Epigram XVII
Kip je postal turistična zanimivost, čeprav je bil kultna podoba in zaščitnica Knidijcev. Nikomed I. iz Bitinije je hotel v zameno za kip poravnati ogromne dolgove mesta Knid, vendar so Knidijci zavrnili njegovo ponudbo. Kip naj bi bil pobarvan in je bil tako živahen, da je moške spolno vzburil, kar izpričuje zgodovina, mladenič je ponoči šel v tempelj in poskušal občevati s kipom, tako da je na njem ostal madež. Ta zgodba je zapisana v dialogu Erotes (razdelek 15), ki se tradicionalno napačno nanaša na Lukijana iz Samosate. Isti dialog ponuja tudi najboljši literarni opis temena Afrodite iz Knida:
Dno dvorišča ni bilo obsojeno na sterilnost s kamnitim tlakom, ampak s plodnostjo, kot je primerno za Afrodito: sadna drevesa z zelenim listjem so se dvigala v neverjetne višine, katerih glavne veje so tkale vzvišen obok. Mirta, ki jo boginje ljubijo, je dosegla jagodaste veje in veje drugih dreves, ki so se tako lepo razprostirala. Njihovi listi nikoli ne odpadejo, njihove veje so vedno polne listov. Resnično lahko med njimi opazite neplodna drevesa, vendar so tako lepa kot plodovi. Take so bile ciprese in platane, ki so se dvigale v nebo, pa tudi drevesa Dafnisa, ki je nekoč pobegnil z Afrodito, zdaj pa je prišel sem, da bi poiskal zatočišče. Bršljan se je ovil okoli vsakega drevesa. Veliki grozdi visijo iz skrivenčenih trt: v resnici je Afrodita privlačnejša le, ko je združena z Bakhom; njuni užitki so slajši, ko sta združena. Poleg tega imajo manj vonja. V prijetni senci vej čakajo udobne postelje. Tudi boljši ljudje v mestu le redko pogostijo te zelene dvorane, toda  v prazničnih dneh so prišle množice, da bi javno priznale radost ljubezni (Psevdo-Lukijan, Erotes). 

Po Afroditi se pripovedovalec posveti pretiravanju:
Ko smo izčrpali čare teh krajev, smo šli v samo svetišče. Boginja stoji v središču. Njen kip je narejen iz marmorja iz Parosa. Njene ustnice so rahlo razprte z vzvišenim nasmehom. Nič ne skriva njene lepote, ki je povsem izpostavljena, razen skrivne roke, ki skriva skromnost. Umetnost kiparja je uspela tako dobro, da se zdi, da je marmor izgubil svojo trdoto, da oblikuje milost njenih udov (Psevdo-Lukijan, Erotes). 

## Kopije
Afrodita iz Knida ni ohranjena. Morda je bil kip odpeljan v Konstantinopel (danes Carigrad), kjer je bil razstavljen v palači Lavz. Leta 475 je palača zgorela in kip je bil izgubljen. To je bil eden najbolj kopiranih kipov v antičnem svetu, tako da je splošen videz kipa znan iz opisov in replik, ki so ohranjene do danes. Arheologinja Iris Love je leta 1969 mislila, da je našla edine ohranjene dele izvirnega  kipa, ki so zdaj  shranjeni v Britanskem muzeju. Prevladujoče mnenje arheologov je, da pripadajo drugemu kipu.
- Verjetno najbolj zvesta replika kipa je Colonnova Venera, del zbirke Vatikanskih muzejev.
- Kaufmannovo glavo, najdeno v kraju Tralle, kupljeno iz C. M. Kaufmannove zbirke v Berlinu, hranijo v Louvru in naj bi bila zelo zvesta rimska reprodukcija glave Afrodite iz Knida.[7]
- V Hadrijanovi vili v bližini Tivolija v Italiji rekonstruirajo tempelj iz 2. stoletja s fragmentarno repliko Afrodite, ki stoji v središču, na splošno se ujema z opisi v antičnih zapisih o tem, kako je bil prikazan izvirnik.
- V muzeju Prado.

Poleg bolj ali manj vernih kopij je Afrodita iz Knida navdihnila tudi različice, kot so:
- Kapitolska Venera (Kapitolski muzeji, Rim)
- Barberinijeva Venera
- Borghesejeva Venera
- Venera iz Arlesa (Louvre, Pariz)
- Afrodita iz Melosa (Miloška Venera, Louvre, Pariz)
- Medičejska Venera (Galerija Uffizi, Firence)
- Eskvilinska Venera (Kapitolski muzej, Rim)
- Venus po eskvilinski Veneri (Louvre, Pariz)
- Čepeča Venera (Louvre, Pariz in Britanski muzej, London)
- Afrodita Kalipigos (ali Venera Kalipigos, Narodni  arheološki muzej, Neapelj)
- Venera Viktriks (Galerija Uffizi)
- Venera Uranija (Galerija Uffizi)
- Mazarinova Venera, imenovana po kardinalu Mazarinu (zdaj v muzeju J. Paula Gettyja)
- Kip z dodanimi figurami Pana in Kupida v Atenskem narodnem arheološkem muzeju
- Venera Feliks s sinom Kupidom v Vatikanskih muzejih, morebitna sprememba vrste